# Estado obrero degenerado
La noción de estado obrero degenerado o estado obrero deformado burocráticamente es una designación peyorativa utilizada por las corrientes trotskistas. Estas corrientes apuntan a través de esta expresión a la burocratización de estos regímenes que se consideran comunistas en contradicción con los ideales comunistas.

## Uso
Este término nace de León Trotski en lo usa en su libro "Una y otra vez sobre la naturaleza de la URSS" para referirse a la Unión Soviética. Posteriormente fue usado por los trotskistas para referirse a los estados de Bloque del Este.